# Algidia
Genre
Algidia est un genre d'opilions laniatores de la famille des Triaenonychidae.

## Distribution
Les espèces de ce genre sont endémiques de Nouvelle-Zélande.

## Liste des espèces
Selon World Catalogue of Opiliones (25/05/2021) :
- Algidia chiltoni Roewer, 1931
- Algidia cuspidata Hogg, 1920
- Algidia homerica Forster, 1954
- Algidia interrupta Forster, 1954
- Algidia marplesi Forster, 1954
- Algidia nigriflava (Loman, 1902)
- Algidia viridata Forster, 1954

## Publication originale
- Hogg, 1920 : « Some Australian Opiliones. » Proceedings of the Zoological Society of London, vol. 1920, p. 31–48 (texte intégral).